# Колдовство 11: Сёстры по крови
Колдовство 11: Сестры по крови (англ. Witchcraft XI: Sisters in Blood) — одиннадцатый фильм из серии фильмов ужасов под названием Колдовство американского режиссёра Рона Форда, премьера которого состаялась 9 мая 2000 года сразу на VHS. Является сиквелом фильма Колдовство 10: Повелительница и приквелом к фильму Колдовство 12: В логове змея.

## Сюжет
В качестве упражнения в своем актерском классе студенты католического колледжа Коллин, Кери и Мария соглашаются завершить ритуал, который они считают поддельным, чтобы вызвать демона. Идея состоит в том, чтобы «войти в образ» в качестве актёрского упражнения упражнения для школьной постановки Макбета. Неизвестные Коллин и Мария, директор, профессор Рамсден и Кери на самом деле являются сатанистами, полными решимости воскресить духов трех мертвых ведьм, сестер Синобия, посредством этого ритуала и поместить духа в тела молодой ученицы. Мария одержима первой, а затем совершает убийство. Она ищет каменный ключ, который сестры 300 лет назад сделали к порталу для входа в мир демона Абаддона. Абаддон — генерал сатаны.
Однажды одержимая одной из 300-летних мертвых ведьм, Мария заманивает брата на кладбище, где проводился ритуал, и убивает его. Убийство привлекает внимание детективов полиции Лос-Анджелеса Лутца и Гарнера, которые занимаются странными убийствами в своем отделе. Сумев сбить детективов с толку, Мария заставляет Кери принять в себя дух второй сестры, и вместе они убивают священника, который отказывается помочь в поисках каменного ключа.
Добрый колдун Уилл Спаннер вовлекается в события, так как теперь он обручен с давней подругой Кели, сестрой Коллин. Используя свои силы, чтобы обнаружить растущее зло в кампусе, Спаннер расследует дело и ему удается обнаружить, что сестры Синобия завладели тремя актрисами. Поскольку сестры больше не нуждаются в режиссере, они приносят его в жертву, чтобы ускорить прибытие Абадона.
Одна из монахинь школы держит в руках каменный ключ к аду, Каменный ключ, который так искала одержимая Мария. Спанеру пытается помочь сестра Серафина, но ведьмы убивают её, чтобы получить ключ. Из-за роста числа погибших кампус эвакуирован. Затем Коллин становится одержима, давая ведьмам дополнительное тело, необходимое для открытия адского портала.
Лутц, Гарнер, Кели и Спаннер следуют за тремя ведьмами на кладбище, где четверо разделяются и нападают. Попытки Абаддона переманить Уилла на темную сторону не увенчались успехом. Вскоре с помощью Гарнера и Лутца у Уилла получается спасти Землю и едва ли предотвратить восстание Сатаны.

## Связь с другими фильмами серии
Детективы Лутц и Гарнер возвращаются из девятого и десятого фильмов о колдовстве. Спаннер возвращается для своего десятого появления в серии. AV Club похвалил фильм за включение элементов из более ранних фильмов в сюжет, что указывало на определенную серьезность. Кели (пишется Келли в титрах) обручилась с Уильямом Спаннером, который объясняет ей свое происхождение и силу.

## Критика
Джо Боб Бриггс дал фильму 2 с половиной звезды.
Entertainment Weekly дали фильму оценку D-.
AV Club нашел фильм настолько любительским в актерской игре и производственном аспекте, что едва ли заслуживает упоминания, но похвалил фильм за включение в сюжет элементов из более ранних фильмов, что свидетельствует об определенной серьезности.
The series project нашел этот фильм одним из лучших фильмов в серии.

## В ролях
- Миранда Оделл — Коллин Джордан
- Лорен Йен Ричардс — Мария Фитцуотер
- Кэтлин Ст. Лоуренс — Кери Бёрстен
- Дон Скрибнер (в титрах Донасон) — Артур Рамсден
- Джеймс Сервэйс — Уилл Спанер
- Венди Блер — Келли Джордан
- Стефани Битон — детектив Люси Лутц
- Микул Робинс — детектив Гарнер
- Джозеф Хаггерти (в титрах Джозеф П. Хаггерти) — Монсеньор Лейтон
- Марк Шейди — Брюс Майерс
- Винни Билансио (в титрах Винсент Билансио) — Джей
- Анита Пейдж — Сестра Серафина
- Девид Алан Граф (в титрах Девид Аллан Граф) — Отец Триста

## Производство
Съёмки фильма проходили в Лос-Анджелесе.

### Съёмачная группа
- Монтаж — Бред Якобсон